# Latpass
Latpass (латыш. Latpass aviolīnijas, англ. Latpass Airlines) — бывшая латвийская авиакомпания, базировавшаяся в аэропорту Риги. Выполняла регулярные и чартерные рейсы.

## История
Основана в декабре 1994 года, изначально выполняла регулярные рейсы из Риги в аэропорт Бен-Гурион в Тель-Авиве, для чего использовался самолёт Як-42. Позднее приобрела Ту-154Б-2 (YL-LAB), ранее принадлежавший Latavio, на котором выполняла чартеры в Испанию, Грецию, Болгарию, Тунис, Египет, Израиль и другие страны.
Компания прекратила деятельность в 2004 году. Одной из причин стали европейские ограничения по шуму, из-за которых эксплуатация не подходящего под эти нормы Ту-154Б-2 оказалась невозможной. Самолёт Latpass был последним эксплуатировавшимся на территории Прибалтики Ту-154.

## Флот

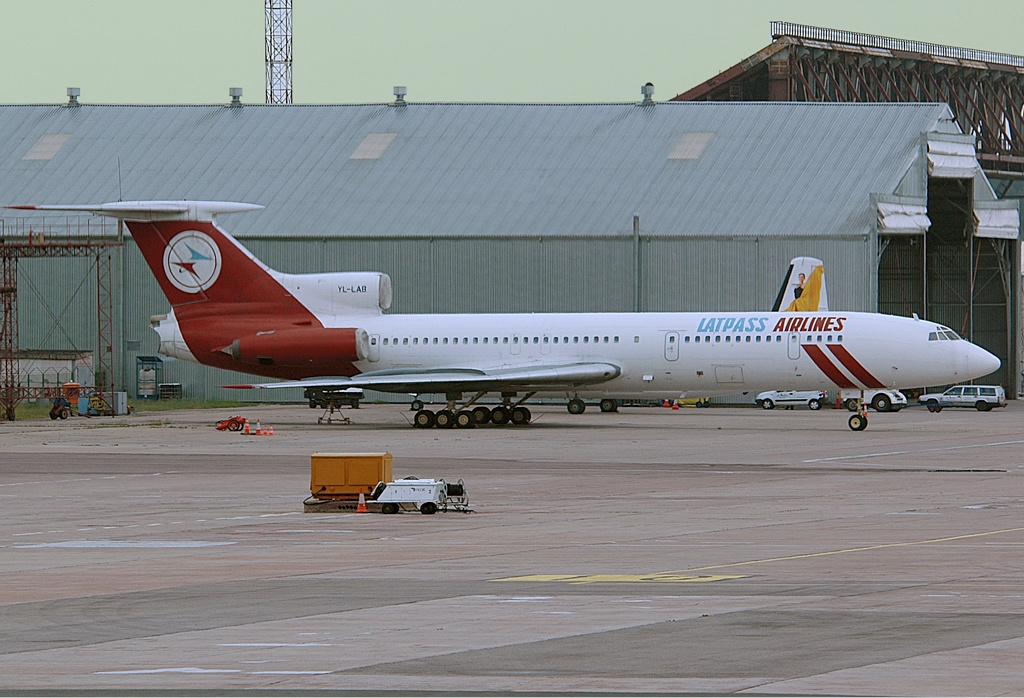
Ту-154Б-2 компании Latpass

По информации «Dienas Bizness», сразу после основания компания использовала один самолёт Як-42 на 120 мест. Позже Latpass использовала самолёт Ту-154Б-2 с бортовым номером YL-LAB (бывший СССР-85515) и личным именем «Яков Ратнер». После закрытия компании велись переговоры о продаже его Челавиа, но сделка не состоялась. Самолёт был перекрашен для съёмок в фильме и порезан в 2010 году.
| Тип самолёта | Количество | Год ввода | Год вывода |
| ------------ | ---------- | --------- | ---------- |
| Ту-154Б-2    | 1          | 1996      | 2004       |
| Як-42        | 1          | 1994      | нет данных |

## Направления
Latpass летал в различные города, в том числе: